# Wanida Boonwan
Wanida Boonwan (thailändisch วนิดา บุญวรรณ์; * 30. August 1986 in Ubon Ratchathani) ist eine thailändische Leichtathletin, die sich auf den Hochsprung spezialisiert hat.

## Leben
Wanida Boonwan wuchs in der Provinz Amnat Charoen auf. Ihre Familie ist in der Landwirtschaft tätig.

## Erfolge
Erste internationale Erfahrungen sammelte Wanida Boonwan bei den Juniorenasienmeisterschaften 2002 in Bangkok, bei denen sie mit 1,65 m den fünften Platz belegte. 2007 belegte sie bei den Studentenweltspielen in Bangkok mit übersprungenen 1,85 m den siebten Platz. Bei den Hallenasienspielen in Macau wurde sie mit 1,80 m Fünfte und gewann bei den Südostasienspielen in Nakhon Ratchasima mit einer Höhe von 1,84 m die Bronzemedaille hinter der Vietnamesin Bùi Thị Nhung und ihrer Landsfrau Noengrothai Chaipetch. Zwei Jahre später gewann bei den Spielen in Vientiane mit 1,88 m die Silbermedaille hinter Chaipetch. Zudem gewann sie bei den Hallenasienspielen in Hanoi mit 1,91 m die Bronzemedaille hinter der Usbekin Nadiya Dusanova und Chaipetch. 2010 belegte sie bei den Asienspielen in Guangzhou mit 1,84 m den siebten Platz. 2011 wurde sie bei den Asienmeisterschaften in Kōbe mit 1,85 m Sechste und anschließend Siebte bei der Universiade in Shenzhen, bei der sie 1,86 m übersprang. Sie nahm an den Weltmeisterschaften in Daegu teil, erreichte dort mit 1,85 m aber nicht das Finale. Bei den Südostasienspielen in Palembang hingegen gewann sie mit 1,87 m die Silbermedaille hinter der Vietnamesin Dương Thị Việt Anh.
Bei den Olympischen Spielen 2012 in London scheiterte sie mit 1,80 m in der Qualifikation und wurde 29. von 35 Teilnehmerinnen. Im Jahr darauf wurde sie bei den Asienmeisterschaften in Pune Achte mit übersprungenen 1,81 m und gewann bei den Südostasienspielen in Naypyidaw mit 1,80 m erneut die Silbermedaille hinter der Vietnamesin Dương. Ein Jahr später belegte sie bei den Asienspielen im südkoreanischen Incheon mit übersprungenen 1,85 m den fünften Platz. 2015 siegte sie dann erstmals bei den Südostasienspielen in Singapur mit einer Höhe von 1,85 m. Zwei Jahre später belegte sie bei den Asienmeisterschaften in Bhubaneswar mit 1,80 m den fünften Platz und erreichte anschließend bei den Südostasienspielen in Kuala Lumpur mit 1,83 m Rang vier. Anfang September verpasste sie bei den Asian Indoor & Martial Arts Games in Aşgabat mit 1,79 m als Vierte erneut knapp eine Medaille. 2018 nahm sie erneut an den Asienspielen in Jakarta teil und belegte dort mit 1,75 m den geteilten neunten Platz. Im Jahr darauf siegte sie erneut bei den Südostasienspielen in Capas mit einer Höhe von 1,81 m und 2022 wurde sie bei den Südostasienspielen in Hanoi mit 1,70 m Vierte. 2021 wurde Boonwan thailändische Meisterin im Hochsprung.
Ihre Bestleistung liegt bei 1,92 m, die sie am 26. Mai 2011 in Kunshan beim asiatischen Grand Prix sprang. Sie lag damit 1 cm unter dem thailändischen Rekord, den Noengrothai Chaipetch bei den Südostasienspielen 2009 gesprungen war.

## Persönliche Bestleistungen
- Hochsprung (Freiluft): 1,92 m, 26. Mai 2011 in Kunshan
  - Hochsprung (Halle): 1,91 m, 31. Oktober 2010 in Hanoi
- Siebenkampf: 4354 Punkte, 28. Januar 2010 in Bangkok